# Leslie Perrins
Leslie Perrins (Moseley, 7 ottobre 1901 – Esher, 13 dicembre 1962) è stato un attore inglese.

## Biografia
Nato a Moseley, vicino a Birmingham nel 1901, cominciò la sua carriera cinematografica nel 1931. Molti dei suoi ruoli furono quelli di villain, il cattivo della storia. A metà degli anni cinquanta, passò a lavorare per la televisione. La sua carriera durò fino al 1960, durante la quale girò - tra cinema e tv - più di un'ottantina di film.
Morì a Esher, in Inghilterra, il 13 dicembre 1962 all'età di 61 anni.

## Filmografia parziale
- Immediate Possession, regia di Arthur Varney (1931)
- Il re dell'ombra (The Sleeping Cardinal), regia di Leslie S. Hiscott (1931)
- Lord Edgware Dies, regia di Henry Edwards (1934)
- The Village Squire, regia di Reginald Denham (1935)
- Il passeggero muto (The Silent Passenger), regia di Reginald Denham (1935)
- Destino di sangue (Tudor Rose), regia di Robert Stevenson (1936)
- Il mistero di Cambridge (Bulldog Drummond at Bay), regia di Norman Lee (1937)
- I gioielli della corona (The Gang's All Here), regia di Thornton Freeland (1939)
- Agguato sul rapido (Suspected Person), regia di Lawrence Huntington (1942)
- Accusata di omicidio (Je Plaide non coupable), regia di Edmond T. Gréville (1956)
- Lo strangolatore folle (Grip of the Strangler), regia di Robert Day (1958)